# Девід Мейлер
Девід Мейлер (англ. David Meyler, нар. 25 травня 1989, Корк) — ірландський футболіст, півзахисник англійського «Галл Сіті» і національної збірної Ірландії.

## Клубна кар'єра
У дорослому футболі дебютував 2007 року виступами за команду клубу «Корк Сіті», в якій провів один сезон, взявши участь лише у 10 матчах чемпіонату. 
Своєю грою за цю команду привернув увагу представників тренерського штабу клубу «Сандерленд», до складу якого приєднався влітку 2008 року. Відіграв за клуб з Сандерленда наступні чотири сезони своєї ігрової кар'єри.
У листопаді 2012 року перейшов на умовах оренди до клубу «Галл Сіті». У січні 2013 року, після завершення терміну оренди, «Галл Сіті» викупив права на гравця і уклав з ним контракт на 3,5 роки.

## Виступи за збірні
Протягом 2009–2010 років залучався до складу молодіжної збірної Ірландії. На молодіжному рівні зіграв у 5 офіційних матчах.
11 вересня 2012 року дебютував в офіційних матчах у складі національної збірної Ірландії. Наразі провів у формі головної команди країни 14 матчів.